# Guido Schenzl

Guido Schenzl 1881

Guido Schenzl OSB, bürgerlich Johann Hieronymus Maximilian Schenzl (* 28. September 1823 in Haus im Ennstal, Steiermark; † 23. November 1890 im Admonterhof in Graz) war ein österreichischer Benediktiner, Abt des Stifts Admont und Naturwissenschaftler.

## Leben
Schenzl, Sohn des Beamten Franz Hieronymus und Agnes Schenzl, besuchte die Benediktinerschulen in Judenburg und Graz. Er trat am 4. November 1841 der Ordensgemeinschaft im Stift Admont bei. Nach seiner theologischen Ausbildung im Stift legte er am 11. Juli 1846 die Profess ab. Am 15. November 1846 empfing er die Priesterweihe in der Schlosskirche St. Martin bei Graz. Er war anschließend in der Seelsorge tätig. Abt Benno Kreil ermöglichte ihm ein Lehramtsstudium in Chemie und Physik an der Universität Graz; 1851 legte er seine Lehramtsprüfung in Wien in Physik und Mathematik bei Johann Christian Doppler, Professor für Praktische Geometrie am Polytechnischen Institut in Wien, erfolgreich ab. Bereits ein Jahr zuvor wurde er zum Doktor der Philosophie promoviert.
Er war anschließend an Gymnasien in Maribor (Marburg an der Drau) tätig, ab 1852 Gymnasialprofessor des k. und k. katholischen Gymnasiums im ungarischen Buda. Dort gründete er im Auftrag der staatlichen Behörden eine Oberrealschule, deren Direktor er von 1855 bis 1870 war. An dieser Schule kam er seiner wissenschaftlichen Neigung nach und errichtete ein meteorologisches und geophysikalisches Observatorium, welches 1860 von der Ungarischen Akademie der Wissenschaften übernommen wurde. Schenzl selbst war zwischenzeitlich Mitglied der Akademie geworden und hielt seine Antrittsvorlesung 1867 unter dem Titel Messungen der magnetischen Inclination.
Zusammen mit dem ungarischen Geografen János Hunfalvy konzipierte er ein Institut für Meteorologie und Erdmagnetismus, das vom Kaiser Franz Joseph I. genehmigt und Schenzl am 3. Mai 1870 zum Gründungsdirektor des Königlich Ungarischen Instituts für Meteorologie und Erdmagnetismus (k. k. Centralanstalt für Meteorologie und Erdmagnetismus) in Budapest ernannt wurde.
Er veröffentlichte zahlreiche wissenschaftlich renommierte meteorologische Fachartikel, beispielsweise in der Ungarischen Geologischen Gesellschaft. Schenzl führte zahlreiche Korrespondenz mit dem Naturforscher Christoph Buys Ballot und dem Astronomen und Geophysiker Johann von Lamont.
Am 7. April 1886 wurde er durch das Admonter Stiftskapitel als Administrator Abt Zeno Müller zur Seite gestellt; 1890 wurde er zum 61. Abt von Stift Admont gewählt. Mit Zustimmung der römischen Kurie empfing er am 10. Februar 1890 die Benediktion. Unerwartet verstarb er kurz darauf im Admonterhof in Graz.
Schenzl war Ehrenmitglied der katholischen Studentenverbindung K.Ö.H.V. Carolina Graz, damals im CV, heute im ÖCV. Er ist Namensgeber des Guido-Schenzl-Weg im steirischen Haus sowie des Guido-Schenzl-Preises der Ungarischen Akademie der Wissenschaften.
Schenzl wurde vielfach ausgezeichnet. 1876 wurde er korrespondierendes und 1876 ordentliches Mitglied der Ungarischen Akademie der Wissenschaften. Er war korrespondierendes Mitglied des Naturwissenschaftlichen Vereins der Steiermark. Für die magnetischen Ortsbestimmungen und deren Aufzeichnung in den Annalen der Centralanstalt für Meteorologie und Erdmagnetismus 1871 bis 1874 erhielt Guido Schenzl von der Jury du Congrès international des sciences géographiques in Paris 1875 ein Ehrendiplom mit Medaille.
Der Wappenschild von Abt Guido Schenzl ist horizontal durch ein waagerechtes Band in zwei Felder geteilt, deren oberes die ungarische Stephanskrone, überhöht von drei Sternen, und deren unteres einen liegenden Anker zeigt. Die Devise des Wappens lautet IN DOMINO CONFIDO (Ich vertraue auf den Herrn).

## Schriften
- Darstellung einiger Nickelsalze. Jahrbuch der k.k. geologischen Reichsanstalt, Wien 1850
- Analyse der Bleispeise von Oeblarn in der Obersteiermark. Jahrbuch der k.k. geologischen Reichsanstalt, Wien 1850, S. 343–346 (zobodat.at [PDF]).
- Die Chemie als Bindungsmittel ueberhaupt, insbesondere der Einfluss der Analytik auf geologische Ansichten. Ofener Gymnasium, Programm 1853
- Analysen von Schlacken und Huettenproducten in ihrer Bedeutung als kuenstliche Mineralien. Ofener Gymnasium, Programm 1854
- Magnetische Ortsbestimmungen im Koenigreich Ungarn. Ofener Gymnasium, Programm 1863
- Magnetische Ortsbestimmungen in Ungarn und Siebenbuergen. Abhandlungen fuer Mathematik und Naturwissenschaften der Ungarischen Akademie der Wissenschaften, 1866, 1868 und 1870
- Die Verdunstung der freien Luft in Ofen. Pester Tageszeitung, 1866 sowie Wiener Zeitschrift der oesterreichischen Meteorologie, Wien 1866
- Ueber den Gang der Temperatur in den oberen Schichten der Erde. Ofener Gymnasium, Programm 1866
- Ueber den Ozongehalt der Luft in Ofen. Meteorologische Zeitschrift, Budapest 1867
- Messungen der magnetischen Inclination. Antrittsvorlesung zur Aufnahme in die Akademie der Wissenschaften Ungarns. Mathematisch naturwissenschaftliche Abhandlungen der ungarischen Akademie der Wissenschaften, Budapest 1867
- Verbreitung der Sonnenwaerme im Erdboden. 2 Teile. Mathematisch naturwissenschaftliche Abhandlungen der ungarischen Akademie der Wissenschaften, Budapest 1867 und 1869
- gemeinsam mit Stefan Krusper: Magnetische Bestimmungen in Ungarn 1866 und 1867. Mathematisch naturwissenschaftliche Abhandlungen der ungarischen Akademie der Wissenschaften, Budapest 1868
- Magnetische Ortsbestimmungen in Suedwest Ungarn im Jahre 1869. Mathematisch naturwissenschaftliche Abhandlungen der ungarischen Akademie der Wissenschaften, Budapest 1870
- Meteorologische Verhaeltnisse Ungarns mit besonderer Ruecksicht auf Temperatur und Niederschlag. Budapest 1872
- Meteorologische Beobachtungen in Ungarn 1871. Mathematisch naturwissenschaftliche Abhandlungen der ungarischen Akademie der Wissenschaften, Budapest 1871
- Magnetische Bestimmungen im Jahre 1869. Zeitschrift fuer Naturwissenschaften, Budapest 1871
- Normaler Verlauf der Temperatur in Budapest. Jahrbuch der Centralanstalt fuer Meteorologie und Erdmagnetismus, Budapest 1872
- Der Sternschnuppenschwarm vom 27.11.1872. Jahrbuch der k.u.k Sternwarte, Wien 1873
- Neue meteorologische Stationen im Lande. Zeitschriften fuer Naturwissenschaften, Budapest 1873
- Wetterverhaeltnisse in Ungarn mit besonderer Beruecksichtigung auf Temperatur und Niederschlaege. Jahrbuch der Centralanstalt fuer Meteorologie und Erdmagnetismus, Budapest 1874
- Das Wetter von 1871 in Ungarn. Zeitschrift fuer Naturwissenschaften, Budapest 1874
- Die ungarischen meteorologischen Stationen. Jahrbuch der Centralanstalt fuer Meteorologie und Erdmagnetismus, Budapest 1874, 1875, 1876, 1881
- Die magnetische Deklination in Siebenbuergen. Repertorium der Physik. Carl, München 1875
- Anweisung zur Beobachtung von Meteoriten. Jahrbuch der Centralanstalt fuer Meteorologie und Erdmagnetismus, Budapest 1876
- Der Nullpunkt der Donau; das Aneroidbarometer, Anwendung des Blitzschutzes. Zeitschrift fuer Naturwissenschaften, Budapest 1876
- Die magnetischen Verhaeltnisse in Siebenbuergen. Bericht an die Ungarische Akademie der Wissenschaften, Budapest 1877
- Sturm zu Budapest. Wiener Zeitschrift der österreichischen Gesellschaft fuer Meteorologie, Wien 1878
- Inclinationsmessungen in Budapest und Sued Ost Ungarn. Jahrbuch der Centralanstalt fuer Meteorologie und Erdmagnetismus, Budapest 1878
- Beitraege zur Kenntnis der erdmagnetischen Verhaeltnisse in den Laendern der ungarischen Krone. Jahrbuch der Centralanstalt fuer Meteorologie und Erdmagnetismus, Budapest 1881
- Anweisungen zu meteorologischen Beobachtungen. Jahrbuch der Centralanstalt fuer Meteorologie und Erdmagnetismus, Budapest 1884
- Einfluss des Ausbruches des Vulkans von Krakatau auf den Budapester Luftdruck. Zeitschrift fuer Naturwissenschaften, Budapest 1884
- Anleitung zu erdmagnetischen Ortsbestimmungen. Jahrbuch der Centralanstalt fuer Meteorologie und Erdmagnetismus, Budapest 1881
- Niederschlagsverhaeltnisse in den Laendern der ungarischen Krone. Jahrbuch der Centralanstalt fuer Meteorologie und Erdmagnetismus, Budapest 1885
- Niederschlagsverhaeltnisse in Ungarn. Zeitschrift fuer Naturwissenschaften, Budapest 1886